# Glenea heptagona
Glenea heptagona é uma espécie de escaravelho da família Cerambycidae.  Foi descrito por James Thomson em 1860.